# Parastrobilanthes
Parastrobilanthes là chi thực vật có hoa trong họ Acanthaceae.